# Юг (Кошице)
Юг (словац. Juh) — міська частина, громада округу Кошиці IV, Кошицький край. Кадастрова площа громади — 9.77 км².
Населення 22572 особи (станом на 31 грудня 2020 року).

## Історія
Юг згадується в 1950-х роках.

## Географія
Протікає Миславський потік.